# Vagal
Vagal ist der Name einer antiken Stadt in der römischen Provinz Mauretania Caesariensis im heutigen nördlichen Algerien.
Vagal war in der Spätantike Bischofssitz, darauf geht das Titularbistum Vagal zurück.